# Mohamad al-Arefe
Mohamad al-Arefe b.  mḥmd al-ʿryfy (in arabo  محمد العريفي ‎?) (Dammam, 15 luglio 1970) è un teologo saudita, ricopre la carica di imam della moschea dell'accademia "Re Fahd" e della Marina Saudita.

## Opere
- (AR)  al-Mufid al-fi Taqrib Ahkaam adhan: 124 fatwa tahummu Mu'adhdhin adhan al-wa-al-sami` , Dar al-Hijrah, al-Riyadh, 1995 (la preghiera e le fatwa)
- (AR)   Durar al-al-al-alghaz Bahiyah fi al-fiqhiyah: Akthar min 300 min lughz Fiqhi muntakhabah kutub al-fiqh, mudhayyalah bi-wa-lata'if fawa`id , Maktabat al-lil-Ma`arif Nashr wa-al-Tawzi`, al-Riyadh, 2000 ( legge islamica e la Hanbali ) (ISBN 9960858162)